# 柴灣道

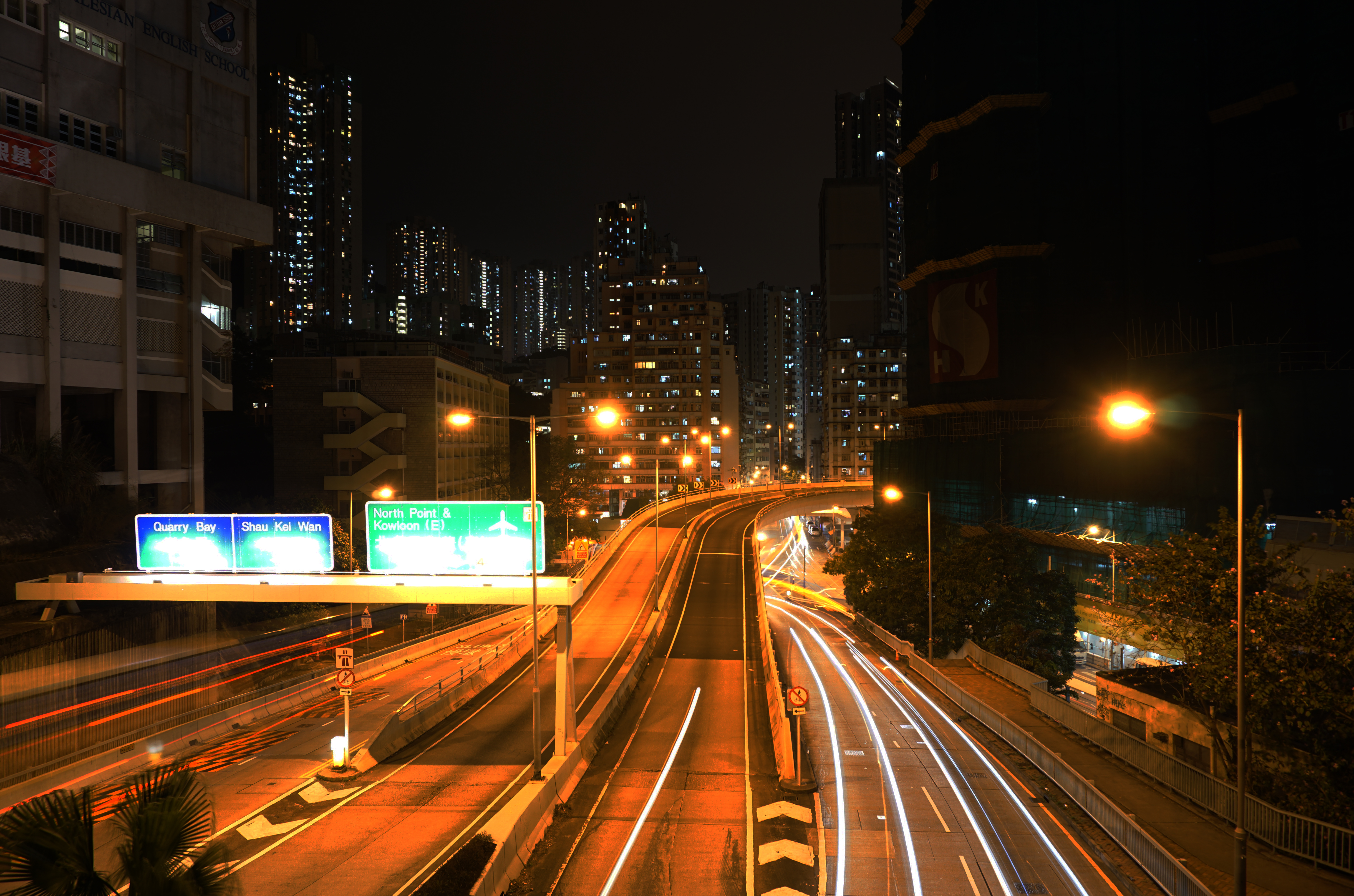
柴灣道近筲箕湾道，從興翼橋上拍攝

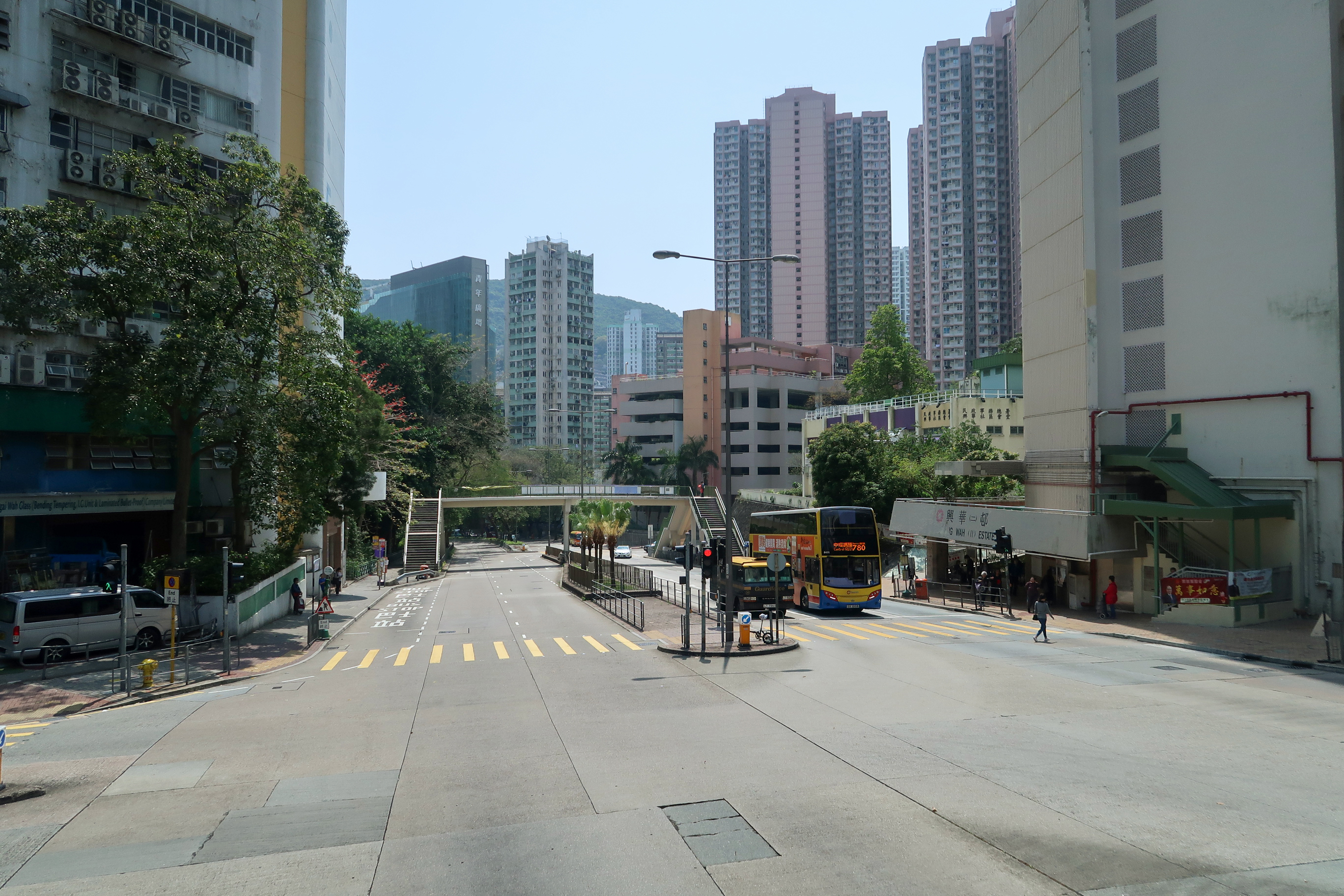
柴灣道近興華邨二期

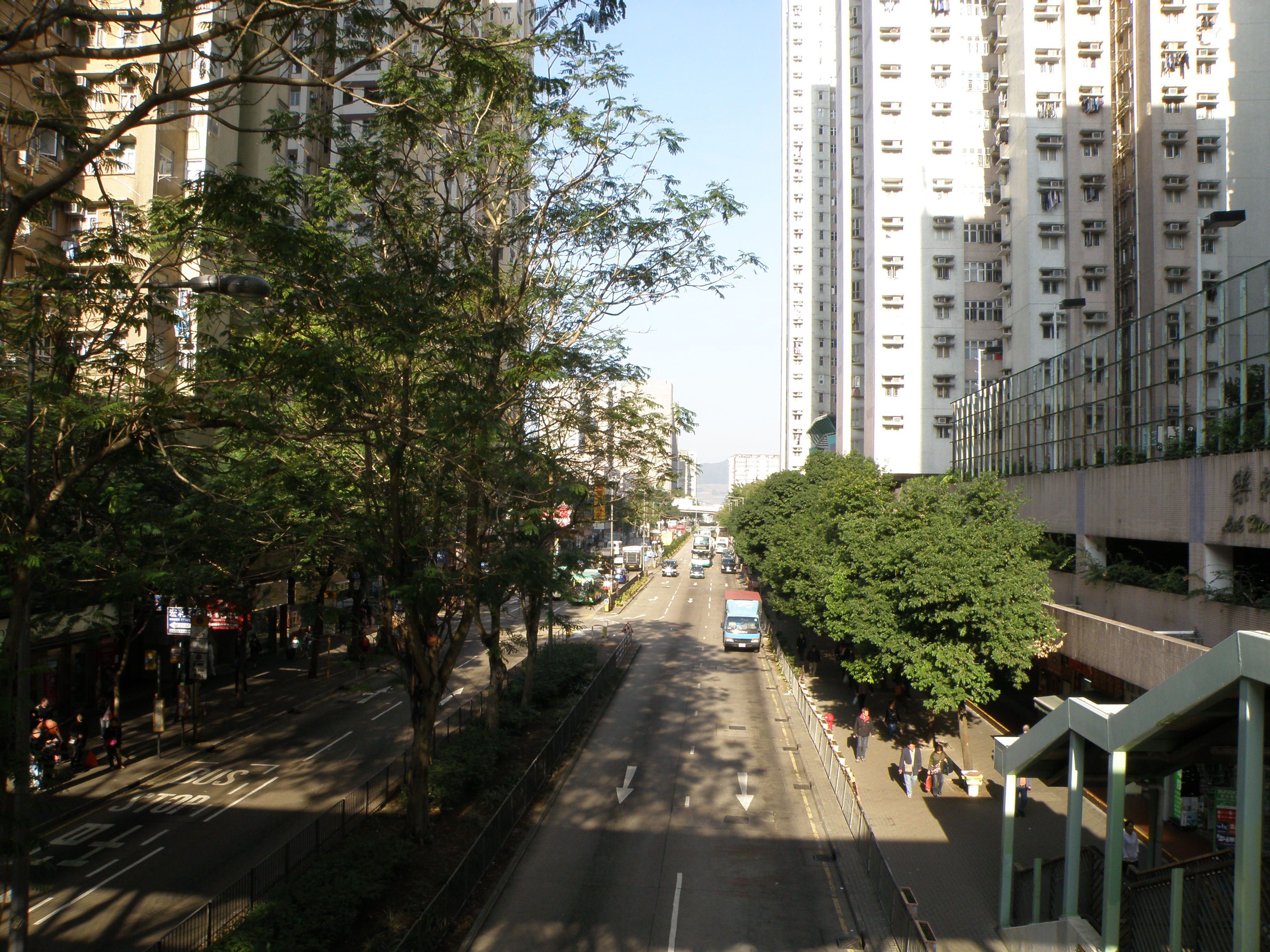
柴灣道近樂軒臺

柴灣道（英語：Chai Wan Road），是香港東區一條主要道路，位於香港島筲箕灣至柴灣，西接筲箕灣道，東接小西灣道。總長約3公里。柴灣道筲箕灣至柴灣的一段依山而建，把柴灣與香港島其他地區連接起來，亦連接大潭道，是香港島南區石澳及赤柱往返筲箕灣、太古城及東區海底隧道的必經之路。在連接筲箕灣道處有引路天橋通往東區走廊。

## 歷史
柴灣道在大潭道以西一段，從前是香島道的一部份。1961年香島道被分拆為八段各自命名，此段則被併入大潭道以南的柴灣道。在東區走廊及港鐵港島綫啟用之前，本路是柴灣對外的唯一路徑。
在1960年代以前，大潭道以東的柴灣道十分狹窄，且依山勢建成彎曲小路，不適宜包括當時的單層巴士等大型車輛行走，該路也隨着柴灣區的發展而逐步拉直擴闊：柴灣華人永遠墳場第一期完成時，政府清拆柴灣平房區第二段（愛華村）及第三段（興民村）部份木屋並收回土地，經挖削山坡後拉直建成可供單線雙程行走的新柴灣道，直到1958至1961年期間，香港政府進行在筲箕灣道至今柴灣道迴旋處大規模擴闊工程，改建成現今下斜兩線、上斜三線分隔雙程的路面。至於原有狹窄彎曲的舊柴灣道，隨著柴灣平房區第一段（興華村）、第二段（愛華村）及第三段（興民村）清拆並重建成為數個屋苑（樂翠臺、康翠臺、高威閣）及東區尤德夫人那打素醫院而完全消失。

## 交通意外
柴灣道連接筲箕灣道至迴旋處一段亦有長命斜之稱，俗稱柴灣斜或柴斜，靠山路段斜度達1:10。西行下斜至筲箕灣道一段曾發生多宗嚴重意外，其中1982年12月2日，一輛13噸泥頭車在落斜時失控，急衝而下，直撞向路邊小販攤檔，滑行約200米始告停下，事件中多人被捲入車底拖行，造成至少4死13傷，而此事故間接加速港鐵港島綫在1985年5月31日通車。1992年11月4日，一輛中巴85號線DMS倫敦珍寶雙層巴士在柴灣道落斜向筲箕灣方向行駛時，至慈幼小學對開突然失控，剷上行人路再撞路邊石壆向右翻側，車頭嚴重損毀，巴士司機傷重不治，車上有31名乘客受傷送院治理，意外因糞渠爆裂致路面濕滑所致。
另外香港政府在1980年代開始陸續進行改善工程，並在86年8月興建東區走廊連接柴灣和小西灣，特別是在1993至1996年間，除了由永泰道至常安街一段外，大部份路段已完成重建工程，包括重鋪為混凝土路面及增加交通燈位。而永泰道至常安街一段，已在1998至2000年的永泰道行車天橋工程中完成改建，同時完成了柴灣道所有路段的重建。
然而，在2012年11月19日，一架新巴亞歷山大丹尼士Enviro 500巴士落斜時疑因車長失去知覺，越線撞向一架的士，釀成的士內的司機及乘客死亡，合共造成3死57人受傷的嚴重事故。
2018年1月20日，一輛吊臂車落斜至慈幼英文學校對開時，懷疑車身的吊臂未有收起，吊臂撞向行人天橋 (興翼橋)，天橋被撞歪，路牌撞至變形，幸而無人受傷，但需將介乎愛秩序街與阿公岩道之間的行車全線封閉，進行清理並拆除半截天橋，期間大部份駛經該路段的巴士路線需要改道。（參見：吊臂撞橋事故及重建）

## 連接道路
按東行路線順序排列：
- 愛秩序街
- 筲箕灣道
- 東區走廊引路西行入口（4號幹綫3A出口）
- 阿公岩道
- 大潭道
- 樂民道
- 康民街
- 環翠道
- 吉勝街
- 東區走廊起點（4號幹綫1號出口，柴灣迴旋處）
- 環翠道另一入口
- 怡泰街
- 新廈街
- 怡順街
- 金源里
- 永泰道（永泰道行車天橋）
- 永平街
- 常安街
- 新業街
- 小西灣道

## 沿路經過地點
按東行路線順序排列：
- 明華大廈
- 慈幼英文學校
- 香島
- 筲箕灣消防局
- 鯉魚門公園及渡假村
- 筲箕灣東官立中學
- 筲箕灣官立中學
- 山翠苑
- 柴灣洗衣房
- 循道衞理會愛華堂
- 興民邨
- 高威閣
- 灣景園
- 天主教海星堂
- 柴灣健康院
- 興華邨
- 興華社區會堂
- 羅屋民俗館
- 青年廣場
- 港鐵柴灣站
- 新翠商場
- 環翠邨
- 永利中心
- 柴灣市政大廈
- 宏德居
- 樂軒臺
- 金源洋樓
- 漁灣邨
- 中華傳道會劉永生中學
- 聖公會柴灣聖米迦勒小學

## 巴士站
| 柴灣道巴士分站列表（由西至東） | 柴灣道巴士分站列表（由西至東）         | 柴灣道巴士分站列表（由西至東）         |
| ------------------------------ | -------------------------------------- | -------------------------------------- |
| 地區                           | 西行分站名稱                           | 東行分站名稱                           |
| 筲箕灣（柴灣斜）               | 愛秩序街 ↙ 愛民街 筲箕灣道 ↔           | 愛秩序街 ↙ 愛民街 筲箕灣道 ↔           |
| 筲箕灣（柴灣斜）               | （西行與愛秩序街平行）                 | 愛秩序街                               |
| 筲箕灣（柴灣斜）               | 高架引道（通往 東區走廊） ↑            |                                        |
| 筲箕灣（柴灣斜）               | －                                     | 明華大廈                               |
| 筲箕灣（柴灣斜）               | 阿公岩道 →（往明華大廈）               |                                        |
| 筲箕灣（柴灣斜）               | 阿公岩道                               |                                        |
| 筲箕灣（柴灣斜）               | －                                     | 鯉魚門公園                             |
| 筲箕灣（柴灣斜）               | 筲箕灣東官立中學                       | 大潭道                                 |
| 筲箕灣（柴灣斜）               | ← 大潭道                               |                                        |
| 柴灣（柴灣斜）                 | 山翠苑                                 | －                                     |
| 柴灣（柴灣斜）                 | 樂民道 →                               |                                        |
| 柴灣（柴灣斜）                 | 興民邨                                 |                                        |
| 柴灣（柴灣斜）                 | 天主教海星堂                           | 高威閣                                 |
| 柴灣（柴灣斜）                 | 康民街 →                               |                                        |
| 柴灣（柴灣斜）                 | 興華邨裕興樓                           | 康民街                                 |
| 柴灣（柴灣斜）                 | ← 環翠道                               |                                        |
| 柴灣（柴灣斜）                 | 吉勝街 →                               |                                        |
| 柴灣                           | ← 環翠道 （柴灣道迴旋處）／ 東區走廊 → | ← 環翠道 （柴灣道迴旋處）／ 東區走廊 → |
| 柴灣                           | 環翠商場                               | 怡泰街                                 |
| 柴灣                           | ← 新廈街／怡泰街 →                     |                                        |
| 柴灣                           | －                                     | 宏德居                                 |
| 柴灣                           | 怡順街 →                               |                                        |
| 柴灣                           | －                                     | 金源洋樓                               |
| 柴灣                           | 金源里 →                               |                                        |
| 柴灣                           | 樂軒臺                                 | 漁灣邨                                 |
| 柴灣                           | 永泰道 →                               |                                        |
| 柴灣                           | （西行與永泰道平行）                   | 永泰道 ↕                               |
| 柴灣                           | 天橋（通往永泰道） ↑ （公共小巴禁區）  |                                        |
| 柴灣                           | ← 永平街                               |                                        |
| 柴灣                           | 常安街 →                               |                                        |
| 柴灣                           | 富城閣                                 | 常安街 （此段東行乃公共小巴禁區）      |
| 小西灣                         | 新業街 → 小西灣道 ↓                    | 新業街 → 小西灣道 ↓                    |

註：永泰道交界處另有一段分支北行，該段不設巴士站，上表從略。

## 外部連結
- 柴灣道地圖 （页面存档备份，存于）